# Бератско теке
Бератското теке (на албански: Teqeja e Helvetive) е халветийско теке в град Берат, Албания. Обявено е за паметник на културата.
Принадлежи на ислямския Халветийски орден (суфистка секта). Първоначалната постройка е от ХV век, после е престроена (1782) от Ахмет Курт паша (? – 1787), основател (1774) и първи паша на Бератския пашалък.
Текето е разположено зад Кралската джамия, в комплекс с хан покрай тях. Включва зала за молитви и други помещения, както и преддверие с красив портик. Помещението е украсено с дърворезба по тавана и стенописи. По стените има едва забележими малки отвори за подобряване на акустиката.
В текето се намира мавзолеят на Ахмет Курт паша и сина му. Запазени са спалните помещения на дервишите.